# Bibliographie sur George Eliot
Les travaux consacrés à la vie et à l'œuvre littéraire de la George Eliot, figure majeure de la littérature victorienne sont particulièrement nombreux. 

## Notices dans des encyclopédies et manuels de références
- (en-US) Suzanne Michele Bourgoin (dir.), Encyclopedia of World Biography, vol. 5 : Diderot - Forbes, Detroit, Michigan, Gale Research, 1997, 510 p. (ISBN 9780787622213, lire en ligne), p. 254-256,
- (en-US) Anne Commire (dir.) et Deborah Klezmer (dir.), Women in World History, vol. 5 : Ead-Fur, Waterford, Connecticut, Yorkin Publications / Gale Research, 2000, 837 p. (ISBN 9780787640644, lire en ligne), p. 332-340,
- (en-GB) Brian Howard Harrison (dir.) et Lawrence Goldman (dir.), Oxford Dictionary of National Biography, vol. 18 : Ela-Fancourt, Oxford et New York, Oxford University Press, 2004, 998 p. (ISBN 9780198614111, lire en ligne), p. 730-743,
- (en-US) Fredric Jameson, The Antinomies of Realism, New York et Londres, Verso Books (réimpr. 2015) (1re éd. 2013), 340 p. (ISBN 9781781688175, lire en ligne), p. 114-136,
- (en-US) U.C. Knoepflmacher et Linda M. Shires (dir.), Victorians Reading the Romantics : Essays, Columbus, Ohio, The Ohio State University Press, 2016, 257 p. (ISBN 9780814213117, lire en ligne), p. 56-75,
- (en-US) Gregory Maertz, Literature and the Cult of Personality : Essays on Goethe and His Influence, New York, Columbia University Press, 2017, 277 p. (ISBN 9783838209814, lire en ligne), p. 173-188,
- (en-US) Emily Midorikawa et Emma Claire Sweeney (préf. Margaret Atwood), A Secret Sisterhood : The Literary Friendships of Jane Austen, Charlotte Brontë, George Eliot, and Virginia Woolf, Boston, Houghton Mifflin Harcourt, 2017, 335 p. (ISBN 9780544883734, lire en ligne), p. 128-184,
- (en-GB) Lyndall Gordon, Outsiders : Five Women Writers Who Changed the World, Londres, Virago Press (réimpr. 2019) (1re éd. 2017), 344 p. (ISBN 9780349006338, lire en ligne), p. 106-177,

## Essais et biographies

### Anglophones
- (en-GB) Elizabeth Sanderson Haldane, George Eliot and her times : A Victorian study, Londres, Hodder & Stoughton (réimpr. 1974, 2007, 2010) (1re éd. 1927), 356 p. (ISBN 9781162718910, OCLC 250073935, lire en ligne),
- (en-GB) Gerald Bullett, George Eliot : Her Life and Books, Londres, Collins, (réimpr. 1948, 1971, 1994) (1re éd. 1947), 304 p. (OCLC 458972990, lire en ligne),
- (en-GB) Joan Bennett, George Eliot : Her Mind and Her Art, Londres, Cambridge University Press (réimpr. 1954, 1962, 1966, 1974, 1978) (1re éd. 1948), 232 p. (ISBN 9780521041584, OCLC 463250439, lire en ligne),
- (en-US) Bernard J. Paris, Experiments in Life : George Eliot's Quest for Values, Detroit, Michigan, Wayne State University Press (réimpr. 1979) (1re éd. 1965), 304 p. (ISBN 9780814312629, lire en ligne),
- (en-US) Rosemary Sprague, George Eliot : a Biography, Philadelphie, Pennsylvanie, Chilton Book Co, 1968, 372 p. (OCLC 557892859, lire en ligne),
- (en-US) Gordon S. Haight, George Eliot, New York et Londres, Penguin Books, 1985 (réimpr. 1990) (1re éd. 1968), 616 p. (ISBN 9780140580259, lire en ligne)
- (en-GB) T.S. Pearce, George Eliot, Londres, Evans Bros., 1969 (réimpr. 1973) (1re éd. 1967), 153 p. (ISBN 9780237445454, lire en ligne),
- (en-US) Dorothy Atkins, George Eliot and Spinoza, Lewiston, dans l'Etat de New York, Edwin Mellen Press, 1978, 206 p. (ISBN 9780779938100, lire en ligne),
- (en-US) Hugh Witemeyer, George Eliot and the Visual Arts, New Haven, Connecticut, Yale University Press, 1979, 296 p. (ISBN 9780300022810, lire en ligne),
- (en-GB) Rosemary Ashton, George Eliot, Londres, Hamish Hamilton, 1996 (réimpr. 2007) (1re éd. 1984), 504 p. (ISBN 9780241134733, lire en ligne),
- (en-US) Elizabeth Deeds Ermanth, George Eliot, Boston, Massachusetts, Twayne, 1985, 192 p. (ISBN 9780805769104, lire en ligne),
- (en-US) Gillian Beer, George Eliot, Bloomington, Indiana, Indiana University Press, 1986, 272 p. (ISBN 9780253301000, lire en ligne),
- (en-GB) Jenny Uglow, George Eliot, Londres, Virago (réimpr. 1995, 2009) (1re éd. 1987), 300 p. (ISBN 9780860684008, lire en ligne),
- (en-GB) Catherine Neale, Middlemarch, Londres & New York, Penguin Books, 1989, 184 p. (ISBN 9780140771732, lire en ligne),
- (en-GB) Ina Taylor, George Eliot : Woman of Contradictions, Londres, Weidenfeld & Nicolson, 1989, 292 p. (ISBN 9780297795445, lire en ligne)
- (en-US) Valerie A. Dodd, George Eliot : An Intellectual Life, New York, St. Martin's Press / Palgrave Macmillan, 1990, 400 p. (ISBN 9780312026943, lire en ligne),
- (en-GB) Frederick R. Karl, George Eliot : A Biography, Londres, Harper Collins (réimpr. 1995) (1re éd. 1990), 760 p. (ISBN 9780002555746, lire en ligne),
- (en-GB) K.M. Newton (dir.), George Eliot, Londres et New York, Addison-Wesley Longman Ltd (réimpr. 2017) (1re éd. 1991), 260 p. (ISBN 9780582040632, lire en ligne),
- (en-GB) Kathryn Hughes, George Eliot : The Last Victorian, Londres, Fourth Estate Classic House, 1999 (réimpr. 1999) (1re éd. 1998), 580 p. (ISBN 9781857028911, OCLC 607173164, lire en ligne),
- (en-US) Nancy Henry, George Eliot and the British Empire, New York & Cambridge, Cambridge University Press (réimpr. 2002, 2006, 2014) (1re éd. 1998), 208 p. (ISBN 9780521808453, lire en ligne),
- (en-US) Harold Bloom (dir.), George Eliot, New York, Chelsea House Publications, coll. « Bloom's Classic Critical Views » (réimpr. 2009) (1re éd. 2000), 236 p. (ISBN 9781604134339, lire en ligne),
- (en-US) George Lewis Levine (dir.), The Cambridge Companion to George Eliot, Cambridge et New York, Cambridge University Press, USA (réimpr. 2019) (1re éd. 2001), 276 p. (ISBN 9780521662673, lire en ligne),
- (en-GB) Jenny Weatherbur, George Eliot : A Beginner's Guide, Londres, Hodder & Stoughton, 2002, 100 p. (ISBN 9780340857311, lire en ligne),
- (en-US) William Baker et John C. Ross, George Eliot : A Bibliographical History, New Castle, Delaware, Oak Knoll Press, 2002, 728 p. (ISBN 9781584560692, lire en ligne),
- (en-GB) Delia da Sousa Correa, George Eliot : Music and Victorian Culture, Houndmills, Basingstoke, Royaume-Uni &  New Yor, Palgrave Macmillan (réimpr. 2017) (1re éd. 2002), 276 p. (ISBN 9780333997574, lire en ligne),
- (en-GB) Tim Dolin, George Eliot, Oxford, Oxford University Press, coll. « Oxford World's Classics », 2005 (réimpr. 2009), 285 p. (ISBN 9780192840479, OCLC 95364597, lire en ligne),
- (en-US) Jan Jedrzejewski, George Eliot, New York, Routledge, 2007, 175 p. (ISBN 9780415202497, lire en ligne),
- (en-GB) Nancy Henry, The Cambridge Introduction to George Eliot, Cambridge (Royaume-Uni), Cambridge University Press, 2008, 148 p. (ISBN 9780521670975, lire en ligne),
- (en-US) Brenda Maddox, George Eliot in Love, New York, Palgrave Macmillan, 2010, 264 p. (ISBN 9780230105188, OCLC 651153756, lire en ligne),

### Francophone
- Mona Ozouf, L’Autre George : A la rencontre de George Eliot, Paris, Gallimard (réimpr. 2020) (1re éd. 2018), 256 p. (ISBN 978-2072878442),

## Articles

### Anglophones
- Rebecca Rainhof, « George Eliot's Screaming Statues, "Laocoon", and the Pre-Raphaelites », Studies in English Literature, 1500-1900, vol. 54, no 4,‎ automne 2014, p. 875-899 (25 pages) (lire en ligne ),
- Jacob Jewusiak, « Large-Scale Sympathy and Simultaneity in George Eliot's "Romola" », Studies in English Literature, 1500-1900, vol. 54, no 4,‎ automne 2014, p. 853-874 (22 pages) (lire en ligne ),
- Molly Youngkin, « “Narrative Readings of the Images She Sees”: Principles of Nineteenth-Century Narrative Painting in George Eliot's Fiction », George Eliot - George Henry Lewes Studies, vol. 67, no 1,‎ 2015, p. 1-29 (29 pages) (lire en ligne ),
- Katherine Voyles, « George Eliot's Compact Panorama », George Eliot - George Henry Lewes Studies, vol. 69, no 2,‎ 2017, p. 127-144 (18 pages) (lire en ligne ),
- Beverley Park Rilett, « The Role of George Henry Lewes in George Eliot's Career: A Reconsideration », George Eliot - George Henry Lewes Studies, vol. 69, no 1,‎ 2017, p. 2-34 (33 pages) (lire en ligne ),
- Lyndall Gordon, « Outlaw: George Eliot », The Hudson Review, vol. 70, no 2,‎ été 2017, p. 187-250 (64 pages) (lire en ligne ),
- Alyssa Bellows, « Romola's “Thinking Bodies”: Reading for Proprioception with George Eliot; or, Postural Consciousness as Psychological Realism », Style, vol. 52, no 4,‎ 2018, p. 440-458 (19 pages) (lire en ligne ),
- Sophie Alexandra Frazer, « George Eliot and Spinoza: Toward a Theory of the Affects », George Eliot - George Henry Lewes Studies, vol. 70, no 2,‎ 2018, p. 128-142 (15 pages) (lire en ligne ),
- Deborah Epstein Nord, « George Eliot and John Everett Millais: The Ethics and Aesthetics of Realism », Victorian Studies, vol. 60, no 3,‎ printemps 2018, p. 361-389 (29 pages) (lire en ligne ),
- June Skye Szirotny, « “Nomen Fit Omen”: George Eliot's Use of Biblical Persons », George Eliot - George Henry Lewes Studies, vol. 71, no 1,‎ 2019, p. 18-90 (73 pages) (lire en ligne ),
- George Levine, « The Dickensian George Eliot », Dickens Studies Annual, vol. 50, no 1,‎ 2019, p. 48-65 (18 pages) (lire en ligne ),
- Sophie D. Christman, « The Rise of Proto-Environmentalism in George Eliot », Dickens Studies Annual, vol. 50, no 1,‎ 2019, p. 81-105 (25 pages) (lire en ligne ),
- Alicia Carroll, « New George Eliot Studies: From Time's Up to the Anthropocene », Dickens Studies Annual, vol. 50, no 2,‎ 2019, p. 389-412 (24 pages) (lire en ligne ),
- Oliver Lovesey, « Examining George Eliot », George Eliot - George Henry Lewes Studies, vol. 71, no 2,‎ 2019, p. 143-163 (21 pages) (lire en ligne ),
- Elsie B. Michie, « Envious Reading: Margaret Oliphant on George Eliot », Nineteenth-Century Literature, vol. 74, no 1,‎ juin 2019, p. 87-111 (25 pages) (lire en ligne ),
- Ilana M. Blumberg, « Sympathy or Religion? George Eliot and Christian Conversion », Nineteenth-Century Literature, vol. 74, no 3,‎ décembre 2019, p. 360-387 (28 pages) (lire en ligne ),

#### Scenes of Clerical Life
- May Tomlinson, « The Beginning of George Eliot's Art: A Study of "Scenes of Clerical Life" », The Sewanee Review, vol. 27, no 3,‎ juillet 1919, p. 320-329 (10 pages) (lire en ligne ),
- Alexandra M. Norton, « he Seeds of Fiction: George Eliot's "Scenes of Clerical Life" », The Journal of Narrative Technique, vol. 19, no 2,‎ printemps 1989, p. 217-232 (16 pages) (lire en ligne ),

#### Adam Bede
- Rosemary Gould, « The History of an Unnatural Act: Infanticide and "Adam Bede" », Victorian Literature and Culture, vol. 25, no 2,‎ 1997, p. 263-277 (15 pages) (lire en ligne ),
- Michael Wolff, « Adam Bede's Families : At Home in Hayslope and Nuneaton », George Eliot - George Henry Lewes Studies, nos 32/33,‎ septembre 1997, p. 58-69 (12 pages) (lire en ligne ),
- David Kramer, « "Adam Bede" and the Development of Early Midernisme », George Eliot - George Henry Lewes Studies, nos 36/37,‎ septembre 1999, p. 59-69 (11 pages) (lire en ligne ),

- Eleni Coundouriotis, « Hetty and History: The Political Consciousness of "Adam Bede" », Dickens Studies Annual, vol. 30,‎ 2001, p. 285-307 (23 pages) (lire en ligne ),
- Josephine McDonagh, « Child-Murder Narratives in George Eliot's Adam Bede: Embedded Histories and Fictional Representation », Nineteenth-Century Literature, vol. 56, no 2,‎ septembre 2001, p. 228-259 (32 pages) (lire en ligne ),
- Deanna K. Kreisel, « Incognito, Intervention, and Dismemberment in "Adam Bede" », ELH, vol. 70, no 2,‎ été 2003, p. 541-574 (34 pages) (lire en ligne ),
- Lana L. Dalley, « The Economics of "A Bit O' Victual," or Malthus and Mothers in "Adam Bede" », Victorian Literature and Culture, vol. 36, no 2,‎ 2008, p. 549-567 (19 pages) (lire en ligne ),

- Janice Schroeder, « Village Voices: Sonic Fidelity and the Acousmatic in "Adam Bede" », Victorian Review, vol. 37, no 1,‎ printemps 2011, p. 181-198 (18 pages) (lire en ligne ),
- R.E. Sopher, « Gender and Sympathy in "Adam Bede": The Case of Seth Bede », George Eliot - George Henry Lewes Studies, nos 62/63,‎ septembre 2012, p. 1-15 (15 pages) (lire en ligne ),
- Jody Griffith, « Constructing Ordinary Time in "Adam Bede": The Architectural Structure of Eliot's Realism », Studies in the Novel, vol. 48, no 1,‎ printemps 2016, p. 1-18 (18 pages) (lire en ligne ),

- Robert James Muscutt, « Dinah Morris and Elizabeth Evans: The Importance of Revivalist Methodism in Adam Bede », George Eliot - George Henry Lewes Studies, vol. 72, no 1,‎ 2020, p. 20-33 (14 pages) (lire en ligne ),

#### The Mill on the Floss
- Alfred Edwin Lussky, « George Eliot's The Mill on the Floss and Theodor Storm's Immensee », The Modern Language Journal, vol. 10, no 7,‎ avril 1926, p. 431-433 (3 pages) (lire en ligne ),
- John T. Krumpelmann, « George Eliot's The Mill on the Floss and Theodor Storm's Immensee », The Modern Language Journal, vol. 11, no 1,‎ octobre 1926, p. 41-43 (3 pages) (lire en ligne ),
- Susan Fraiman, « The Mill on the Floss, the Critics, and the Bildungsroman », PMLA, vol. 108, no 1,‎ janvier 1993, p. 136-150 (15 pages) (lire en ligne ),
- Joshua D. Esty, « Nationhood, Adulthood, and the Ruptures of "Bildung": Arresting Development in "The Mill on the Floss" », Narrative, vol. 4, no 2,‎ mai 1996, p. 142-160 (19 pages) (lire en ligne ),
- Robert P. Lewis, « The Pilgrim Maggie : Natural Glory and Natural History in "The Mill on the Floss" », Literature and Theology, vol. 12, no 2,‎ juin 1998, https://www.jstor.org/stable/23926273 (lire en ligne ),
- Kristie M. Allen, « Habit in George Eliot's "The Mill on the Floss" », Studies in English Literature, 1500-1900, vol. 50, no 4,‎ automne 2010, p. 831-852 (22 pages) (lire en ligne ),
- Deborah Shapple Spillman, « All That Is Solid Turns into Steam: Sublimation and Sympathy in George Eliot’s The Mill on the Floss », Nineteenth-Century Literature, vol. 72, no 3,‎ décembre 2017, p. 338-373 (36 pages) (lire en ligne ),

#### The Lifted Veil
- Clare Hanson, « The Lifted Veil: Women and Short Fiction in the 1880s and 1890s », The Yearbook of English Studies, vol. 26,‎ 1996, p. 135-142 (8 pages) (lire en ligne ),
- Kate Flint, « Blood, Bodies, and The Lifted Veil », Nineteenth-Century Literature, vol. 51, no 4,‎ mars 1997, p. 455-473 (19 pages) (lire en ligne )
- Julian Wolfreys, « Phantom Optics : Contextualizing "The Lifted Veil" », George Eliot - George Henry Lewes Studies, nos 38/39,‎ septembre 2000, p. 61-75 (15 pages) (lire en ligne )
- Brenda McKay, « Victorian Anthropology and Hebraic Apocalyptic Prophecy : "The Lifted Veil" », George Eliot - George Henry Lewes Studies, nos 42/43,‎ septembre 2002, p. 69-92 (24 pages) (lire en ligne ),
- Thomas Albrecht, « Sympathy and Telepathy: The Problem of Ethics in George Eliot's "The Lifted Veil" », ELH, vol. 73, no 2,‎ été 2006, p. 437-463 (27 pages) (lire en ligne )
- Jill Galvan, « The Narrator as Medium in George Eliot's "The Lifted Veil" », Victorian Studies, vol. 48, no 2,‎ hiver 2006, p. 240-248 (9 pages) (lire en ligne )
- Whitney Helms, « Aesthetics, Artistry and Gothicism: George Eliot and "The Lifted Veil" », George Eliot - George Henry Lewes Studies, nos 62/63,‎ septembre 2012, p. 49-65 (17 pages) (lire en ligne )
- Meegan Kennedy, « “A True Prophet”? Speculation in Victorian Sensory Physiology and George Eliot’s “The Lifted Veil” », Nineteenth-Century Literature, vol. 71, no 3,‎ décembre 2016, p. 369-403 (35 pages) (lire en ligne ),
- Derek Woods, « Sanitation and Telepathy : George Eliot's "The Lifted Veil" », Victorian Literature and Culture, vol. 45, no 1,‎ 2017, p. 55-76 (22 pages) (lire en ligne ),
- Yizhi Xiao, « Lost in Magnification: Nineteenth-Century Microscopy and The Lifted Veil », George Eliot - George Henry Lewes Studies, vol. 69, no 1,‎ 2017, p. 68-88 (21 pages) (lire en ligne ),
- Nic Panagopoulos, « Conrad and George Eliot: Imagining Time, Space, and Event in Lord Jim and The Lifted Veil », Conradiana, vol. 49, nos 2/3,‎ hiver 2017, p. 121-136 (16 pages) (lire en ligne ),

#### Silas Marner
- Fred C. Thomson, « The Theme of Alienation in Silas Marner », Nineteenth-Century Fiction, vol. 20, no 1,‎ juin 1965, p. 69-84 (16 pages) (lire en ligne ),
- Joseph Wiesenfarth, « Demythologizing Silas Marner », ELH, vol. 37, no 2,‎ juin 1970, p. 226-244 (19 pages) (lire en ligne ),
- Kate E. Brown, « Loss, Revelry, and the Temporal Measures of "Silas Marner": Performance, Regret, Recollection », NOVEL: A Forum on Fiction, vol. 32, no 2,‎ printemps 1999, p. 222-249 (28 pages) (lire en ligne ),
- Susan Stewart, « Genres of Work: The Folktale and "Silas Marner" », New Literary History, vol. 34, no 3,‎ été 2003, p. 513-533 (21 pages) (lire en ligne ),
- Chao Fang Chen, « The Aging Experience of Silas Marner : "Silas Marner" as "Vollendungsroman" », George Eliot - George Henry Lewes Studies, nos 46/47,‎ septembre 2004, p. 36-52 (17 pages) (lire en ligne ),
- Meliora Giardetti, « How Does your Garden Grow?: Plants, Gardens and doctrines in George Eliot's "Silas Marner" », George Eliot - George Henry Lewes Studies, nos 48/49,‎ septembre 2005, p. 27-32 (6 pages) (lire en ligne ),
- Anna Neill, « The Primitive Mind of "Silas Marner" », ELH, vol. 75, no 4,‎ hiver 2008, p. 939-962 (24 pages) (lire en ligne ),
- John Mazaheri, « The Religion of the Good Samaritan in "Silas Marner" », George Eliot - George Henry Lewes Studies, nos 58/59,‎ septembre 2010, p. 77-94 (18 pages) (lire en ligne );
- Kristen A. Pond, « Bearing Witness in "Silas Marner" : George Eliot's Experiment in Sympathy », Victorian Literature and Culture, vol. 41, no 4,‎ 2013, p. 691-709 (19 pages) (lire en ligne ),
- Ilana M. Blumberg, « Stealing the “Parson’s Surplice” / the Person’s Surplus: Narratives of Abstraction and Exchange in Silas Marner », Nineteenth-Century Literature, vol. 67, no 4,‎ mars 2013, p. 490-519 (30 pages) (lire en ligne ),
- Rachel Rodriguez, « The Unique Affordances of Plainness in George Eliot's Silas Marner and Middlemarch », George Eliot - George Henry Lewes Studies, vol. 72, no 1,‎ 2020, p. 34-54 (21 pages) (lire en ligne ),

#### Romola
- Carole Robinson, « "Romola": A Reading of the Novel », Victorian Studies, vol. 6, no 1,‎ septembre 1962, p. 29-42 (14 pages) (lire en ligne ),
- J. B. Bullen, « George Eliot's Romola as a Positivist Allegory », The Review of English Studies, New Series, vol. 26, no 104,‎ novembre 1975, p. 425-435 (11 pages) (lire en ligne ),
- Anna K. Nardo, « Romola and Milton: A Cultural History of Rewriting », Nineteenth-Century Literature, vol. 53, no 3,‎ décembre 1998, p. 328-363 (36 pages) (lire en ligne ),
- Daniel S. Malachuk, « "Romola" and Victorian Liberalism », Victorian Literature and Culture, vol. 36, no 1,‎ 2008, p. 41-57 (17 pages) (lire en ligne ),
- Gary Wihl, « Republican Liberty in George Eliot's "Romola" », Criticism, vol. 51, no 2,‎ printemps 2009, p. 247-262 (16 pages) (lire en ligne ),
- Nancy Henry, « The "Romola" Code: "Men of Appetites" in George Eliot's Historical Novel », Victorian Literature and Culture, vol. 39, no 2,‎ 2011, p. 327-348 (22 pages) (lire en ligne ),
- Andrew Thomson, « George Eliot's Quarry for Romola: An Edition of the Notebook Held in the Morris L. Parrish Collection at Princeton University Library (C0171 [no. 69]) », George Eliot - George Henry Lewes Studies, vol. 66, nos 1/2,‎ 2014, p. 5-99 (95 pages) (lire en ligne ),
- Jacob Jewusiak, « Large-Scale Sympathy and Simultaneity in George Eliot's "Romola" », Studies in English Literature, 1500-1900, vol. 54, no 4,‎ automne 2014, p. 853-874 (22 pages) (lire en ligne ),
- Meechal Hoffman, « “Her soul cried out for some explanation”: Knowledge and Acknowledgment in George Eliot's Romola », George Eliot - George Henry Lewes Studies, vol. 68, no 1,‎ 2016, p. 43-59 (17 pages) (lire en ligne ),
- Alyssa Bellows, « Romola's “Thinking Bodies”: Reading for Proprioception with George Eliot; or, Postural Consciousness as Psychological Realism », Style, vol. 52, no 4,‎ 2018, p. 440-458 (19 pages) (lire en ligne ),

#### Felix Holt
- Fred C. Thomson, « The Genesis of Felix Holt », PMLA, vol. 74, no 5,‎ décembre 1959, p. 576-584 (9 pages) (lire en ligne ),
- David R. Carroll, « Felix Holt: Society as Protagonist », Nineteenth-Century Fiction, vol. 17, no 3,‎ décembre 1962, p. 237-252 (16 pages) (lire en ligne ),
- Lenore Wisney Horowitz, « George Eliot's Vision of Society in Felix Holt the Radical », Texas Studies in Literature and Language, vol. 17, no 1,‎ printemps 1975, p. 175-191 (17 pages) (lire en ligne ),
- Hilda Hollis, « Felix Holt: Independent Spokesman or Eliot's Mouthpiece? », ELH, vol. 68, no 1,‎ printemps 2001, p. 155-177 (23 pages) (lire en ligne ),
- Elizabeth Starr, « "Influencing the Moral Taste": Literary Work, Aesthetics, and Social Change in Felix Holt, the Radical », Nineteenth-Century Literature, vol. 56, no 1,‎ juin 2001, p. 52-75 (24 pages) (lire en ligne ),
- Laura Struve, « Expert Witnesses: Women and Publicity in Mary Barton and Felix Holt », Victorian Review, vol. 28, no 1,‎ 2002, p. 1-24 (24 pages) (lire en ligne ),
- Leonard J. Long, « Law's Character in Eliot's Felix Holt, the Radical », Law and Literature, vol. 16, no 2,‎ été 2004, p. 237-282 (46 pages) (lire en ligne ),
- Inna Volkova, « Public Spaces and the Political Underworld in George Eliot's "Felix Holt : The Radical" », George Eliot - George Henry Lewes Studies, nos 56/57,‎ septembre 2009, p. 119-132 (14 pages) (lire en ligne ),
- John Kucich, « The “Organic Appeal” in Felix Holt: Social Problem Fiction, Paternalism, and the Welfare State », Victorian Studies, vol. 59, no 4,‎ été 2017, p. 609-635 (27 pages) (lire en ligne ),

#### The Spanish Gypsy
- George R. Price, « The Quartos of "The Spanish Gypsy" and Their Relation to "The Changeling" », The Papers of the Bibliographical Society of America, vol. 52, no 2,‎ 1958, p. 111-125 (15 pages) (lire en ligne ),
- James Krasner, « "Where No Man Praised": The Retreat from Fame in George Eliot's "The Spanish Gypsy" », Victorian Poetry, vol. 32, no 1,‎ printemps 1994, p. 55-74 (20 pages) (lire en ligne ),
- Kathleen McCormack, « The Spanish Gypsy: Geography, Photography, and Ethnography in Spain », George Eliot - George Henry Lewes Studies, nos 60/61,‎ septembre 2011, p. 47-61 (15 pages) (lire en ligne ),
- Linda H. Peterson, « "The Spanish Gypsy" as Poetic Debut », George Eliot - George Henry Lewes Studies, nos 60/61,‎ septembre 2011, p. 31-46 (16 pages) (lire en ligne ),
- Deborah Epstein Nord, « George Eliot’s Notes for The Spanish Gypsy », The Princeton University Library Chronicle, vol. 72, no 2,‎ hiver 2011, p. 471-476 (6 pages) (lire en ligne ),
- Regina Buccola, « “None but Myself Shall Play the Changeling”: Fairies, Fortune-Tellers, and Female Autonomy in The Spanish Gypsy », Preternature: Critical and Historical Studies on the Preternatural, vol. 1, no 2,‎ 2012, p. 173-196 (24 pages) (lire en ligne ),
- Caroline Wilkinson, « The “Former Sun” in the Sidereal Clock: The Kabbalistic Heavens and Time in The Spanish Gypsy and Daniel Deronda », George Eliot - George Henry Lewes Studies, vol. 68, no 1,‎ 2016, p. 25-42 (18 pages) (lire en ligne ),

#### Middlemarch
- Michael York Mason, « Middlemarch and History », Nineteenth-Century Fiction, vol. 25, no 4,‎ mars 1971, p. 417-431 (15 pages) (lire en ligne ),
- Saleel Nurbhai, « Idealization and Irony on George Eliot's "Middlemarch" », George Eliot - George Henry Lewes Studies, nos 38/39,‎ septembre 2000, p. 18-25 (8 pages) (lire en ligne ),
- Jessie Givner, « Industrial History, Preindustrial Literature: George Eliot's "Middlemarch" », ELH, vol. 69, no 1,‎ printemps 2002, p. 223-243 (21 pages) (lire en ligne ),
- Jennifer Judge, « The Gendering of Habit in George Eliot's "Middlemarch" », Victorian Review, vol. 39, no 1,‎ printemps 2013, p. 158-181 (24 pages) (lire en ligne ),
- Michael Tondre, « George Eliot's “Fine Excess”: Middlemarch, Energy, and the Afterlife of Feeling », Nineteenth-Century Literature, vol. 67, no 2,‎ septembre 2012, p. 204-233 (30 pages) (lire en ligne ),
- Nicole M. Coonradt, « Writing Mary Garth : Locating Middle Ground among Female Characters in George Eliot's "Middle March" », George Eliot - George Henry Lewes Studies, nos 62/63,‎ septembre 2012, p. 16-33 (18 pages) (lire en ligne ),
- Kelly Hamren, « The Hazard of the Straight and Narrow : George Eliot's Treatment of Liberal Education in "Middlemarch" », George Eliot - George Henry Lewes Studies,, nos 64/65,‎ octobre 2013, p. 53-67 (15 pages) (lire en ligne ),
- Maria Ioannou, « Dora Spenlow, Female Communities, and Female Narrative in Charles Dickens's "David Copperfield" and George Eliot's "Middlemarch" », Dickens Studies Annual, vol. 44,‎ 2013, p. 143-164 (22 pages) (lire en ligne ),
- Judith Adler, « Hidden Allusion in the Finale of Middlemarch: George Eliot and the Jewish Myth of the Lamed Vov », George Eliot - George Henry Lewes Studies, vol. 70, no 2,‎ 2018, p. 143-171 (29 pages) (lire en ligne ),

#### Daniel Deronda
- Felicia Bonaparte, « "Daniel Deronda": Theology in a Secular Age », Religion & Literature, vol. 25, no 3,‎ automne 1993, p. 17-44 (28 pages) (lire en ligne ),
- Schifra Hochberg, « Animals in "Daniel Deronda": Representation, Darwinian Doscourse and the Politics of Gender », George Eliot - George Henry Lewes Studies, nos 30/31,‎ septembre 1996, p. 1-19 (19 pages) (lire en ligne ),
- Allan Arkush, « Relativizing Nationalism: The Role of Klesmer in George Eliot's "Daniel Deronda" », Jewish Social Studies, vol. 3, no 3,‎ printemps - été 1997, p. 61-73 (13 pages) (lire en ligne ),
- Monica Cohen, « From Home to Homeland : The Bohemian in "Daniel Deronda" », Studies in the Novel, vol. 30, no 3,‎ 1998, p. 324-354 (31 pages) (lire en ligne )
- Wilfred Stone, « The Play of Chance and Ego in Daniel Deronda », Nineteenth-Century Literature, vol. 53, no 1,‎ juin 1998, p. 25-55 (31 pages) (lire en ligne ),
- Marc E. Wohlfarth, « Daniel Deronda and the Politics of Nationalism », Nineteenth-Century Literature, vol. 53, no 2,‎ septembre 1998, p. 188-210 (23 pages) (lire en ligne ),
- Oliver Lovesey, « The other Woman in "Daniel Deronda" », Studies in the Novel, vol. 30, no 4,‎ hiver 1998, p. 505-520 (16 pages) (lire en ligne ),
- Alicia Carroll, « "Arabian Nights": "Make-Believe," Exoticism, and Desire in "Daniel Deronda" », The Journal of English and Germanic Philology, vol. 98, no 2,‎ avril 1999, p. 219-238 (20 pages) (ttps://www.jstor.org/stable/27711791 ),
- Sarah Gates, « "A Difference of Native Language": Gender, Genre, and Realism in "Daniel Deronda" », ELH, vol. 68, no 3,‎ 2001, p. 699-724 (26 pages) (lire en ligne ),
- Louise Penner, « "Unmapped Country": Uncovering Hidden Wounds in "Daniel Deronda" », Victorian Literature and Culture, vol. 30, no 1,‎ 2002, p. 77-97 (21 pages) (lire en ligne ),
- Paula Marantz Cohen, « Israel and "Daniel Deronda" », The Hudson Review, vol. 55, no 2,‎ été 2002, p. 195-206 (12 pages) (lire en ligne ),
- Bernadette Waterman Ward, « Zion's Mimetic Angel: George Eliot's "Daniel Deronda" », Shofar, vol. 22, no 2,‎ hiver 2004, p. 105-115 (11 pages) (lire en ligne ),
- Daniel Novak, « A Model Jew: “Literary Photographs” and the Jewish Body in Daniel Deronda », Representations, vol. 85, no 1,‎ hiver 2004, p. 58-97 (40 pages) (lire en ligne ),
- K. M. Newton, « Revisions of Scott, Austen, and Dickens in "Daniel Deronda" », Dickens Studies Annual, vol. 35,‎ 2005, p. 241-266 (26 pages) (lire en ligne ),
- Timothy Bates, « George Eliot's Eclectic Use of Names in "Daniel Deronda" », George Eliot - George Henry Lewes Studies, nos 48/49,‎ septembre 2005, p. 39-52 (14 pages) (lire en ligne ),

### Francophones
- E.-D. Forgues, « Une histoire florentine de George Eliot », Revue des Deux Mondes (1829-1971), vol. 48, no 4,‎ 15 décembre 1863, p. 939-967 (29 pages) (lire en ligne ),
- Émile Montégut, « Esquisses littéraires : George Eliot : I. L'âme et le talent », Revue des Deux Mondes, vol. 56, no 1,‎ 1er mars 1883, p. 77-99 (23 pages) (lire en ligne ),
- Émile Montégut, « Esquisses littéraires, George Eliot : II. Les oeuvres et la doctrine morale », Revue des Deux Mondes, vol. 56, no 2,‎ 15 mars 1883, p. 305-346 (42 pages) (lire en ligne),
- Arvède Barine, « George Eliot », Revue des Deux Mondes, vol. 70, no 1,‎ 1er juillet 1885, p. 100-130 (31 pages) (lire en ligne ),
- Henri Bremond, « La religion de George Eliot », Revue des Deux Mondes, vol. 36, no 4,‎ 15 décembre 1906, p. 787-822 (36 pages) (lire en ligne ),
- Price Leah (trad. Valérie Cossy), « Genre et lectorat : le cas de George Eliot », Nouvelles Questions Féministes (Vol. 22),‎ février 2003, p. 28-41 (lire en ligne)